# Wooldridge Monuments

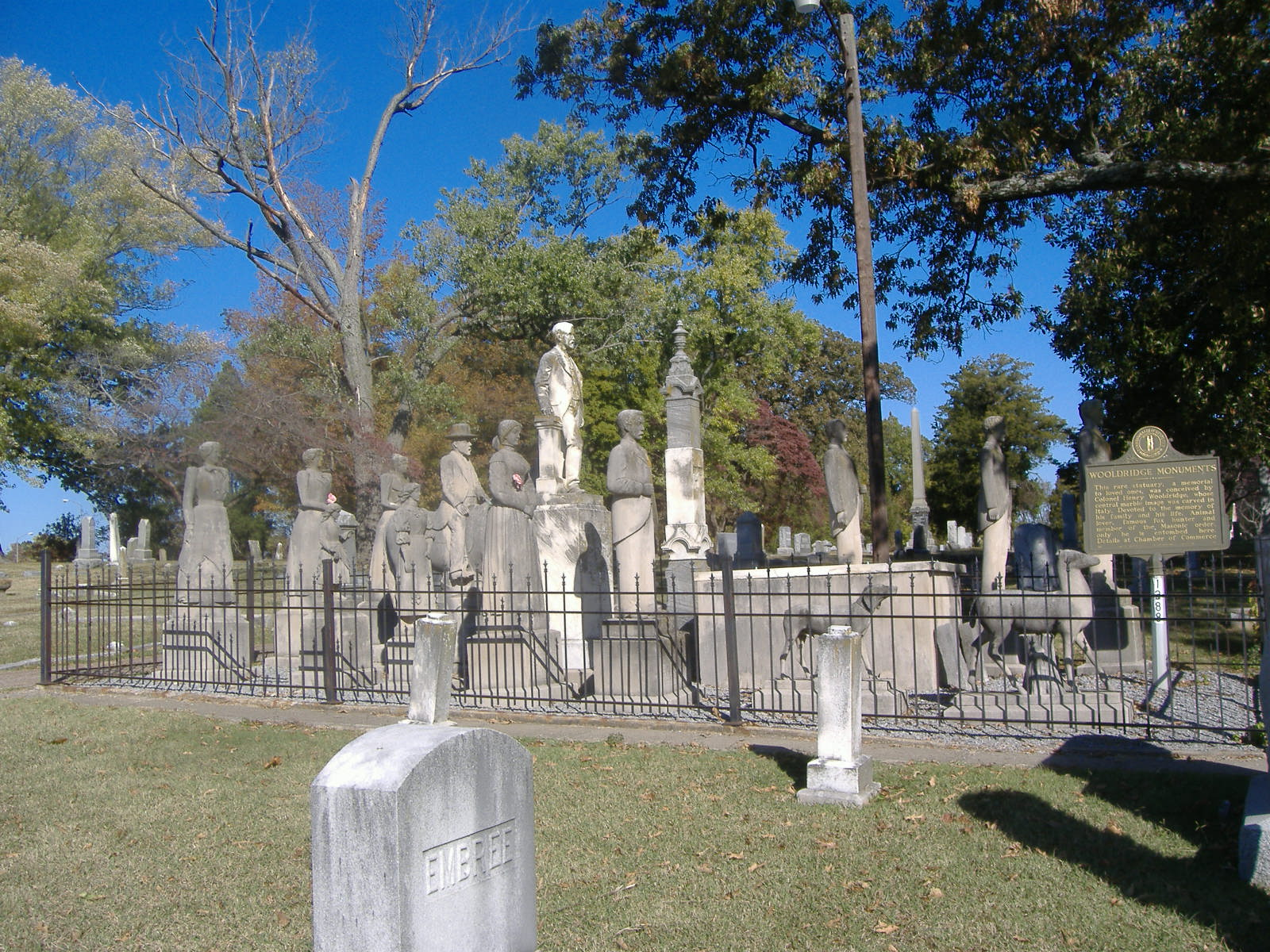
Blick vom Eingang

Die Wooldridge Monuments sind eine Reihe historischer Statuen auf dem Maplewood Cemetery in Mayfield. Henry G. Wooldridge ließ sie zwischen 1892 und seinem Tod am 30. Mai 1899 errichten, um an Familienmitglieder und andere Personen zu erinnern, die er während seines Lebens liebte und verehrte.  Wooldridge ist die einzige Person, die tatsächlich an der Stelle begraben ist. Die Ansammlung der Figuren wurde später als „Die merkwürdige Prozession, die sich nicht bewegt“ bezeichnet. Das Ensemble wurde am 11. August 1980 als Stätte in das National Register of Historic Places eingetragen.

## Geschichte
Als 1892 die letzte der Schwestern Wooldridges starb, verblieb er ohne nähere Verwandte, da er zeit seines Lebens sich nicht verheiratet hatte. Dies veranlasste ihn dazu, eine Grabstätte auf dem Maplewood Cemetery zu kaufen.
Noch zu Lebzeiten Wooldridges erweckten die Denkmäler Aufmerksamkeit, wie die Berichterstattung in Republic vom 7. November 1897 zeigt. Zu den Geschichten, die erzählt wurden, gehört die Legende, dass die Statue seiner Nichte Minnie tatsächlich eine Jugendliebe repräsentiert, die einem Reitunfall zum Opfer fiel und der Grund dafür gewesen sein soll, das Wooldridge nie heiratete und dass er so geizig gewesen sein soll, dass er mit seinem Geld beerdigt wurde.

## Beschreibung
Das Ensemble hat eine Grundfläche von fünf auf zehn Metern. Alle achtzehn darauf aufgestellten Denkmäler sind nach Osten ausgerichtet, wie die meisten anderen Grabsteine auf diesem Friedhof. Am auffallendsten ist die praktisch lebensgroße Statue, die Wooldridge abbildet, eine rund 180 Zentimeter hohe Figur im Zentrum der Grabstätte aus Marmor, die in Italien gefertigt wurde.  Vierzehn weitere Statuen, die Wooldridges Statue umgeben, sind aus Kalkstein behauen und nehmen steife Posen ein. Die größte davon stellt Wooldridge auf seinem Pferd „Fop“ dar. Die anderen Kalksteinstatuen haben eine Höhe von 120 bis 180 cm, stehen auf 90 cm hohen Sockeln und stellen andere Familienmitglieder dar. Dahinter befinden sich Nachbildungen eines Fuchses, eines Damwildtieres und von zwei Hunden, die diese jagen; die Hundefiguren sind nicht mit Namen versehen, repräsentieren jedoch die Hunde Wooldridges, „Towhead“ und „Bob“. Die jeweiligen Bildhauer aus Mayfield und Paducah haben weder zuvor noch danach ein ähnlich komplexes oder ambitioniertes Werk geschaffen.
Die weiblichen Statuen repräsentieren Wooldridges Mutter Keziah, seine Schwestern Minerva, Narcissa und Susan sowie seine Nichten Maud und Minnie. Die männlichen Figuren stellen seine Brüder Alfred, John, Josiah und W.H. dar. Es gibt keine Figur, die Wooldridges Vater darstellt.
Der Zaun um das Grab wurde durch die örtliche Loge der Freimaurer aufgestellt und ersetzte einen alten Zaun aus Eisen. Wooldridge war ein Freimaurer.
Um zu diesem Grabmal zu gelangen, muss man durch ein anderes in das National Register eingetragenes Denkmal gehen, den Confederate Memorial Gates in Mayfield.

## Galerie

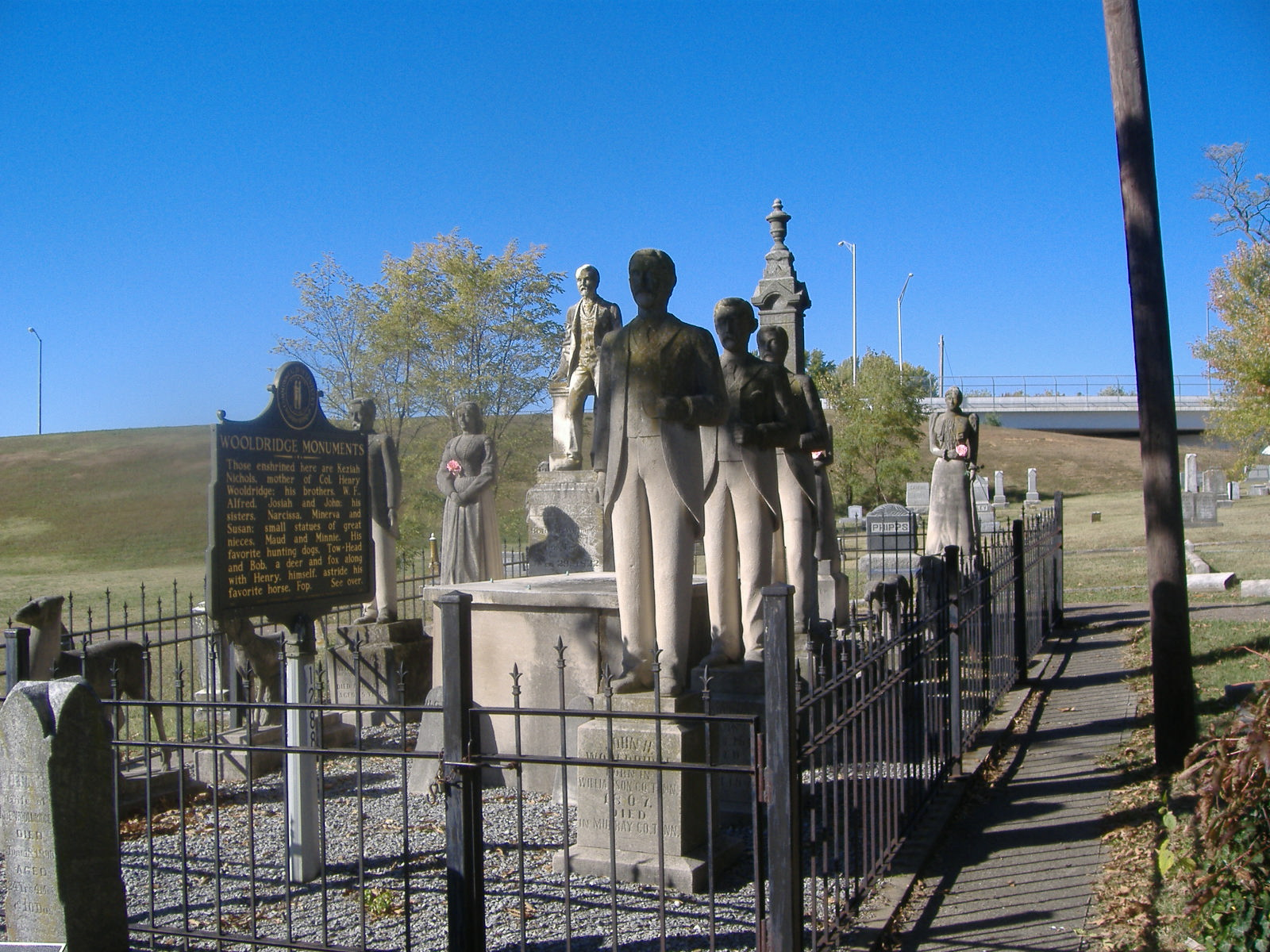
Blick nach Nordosten
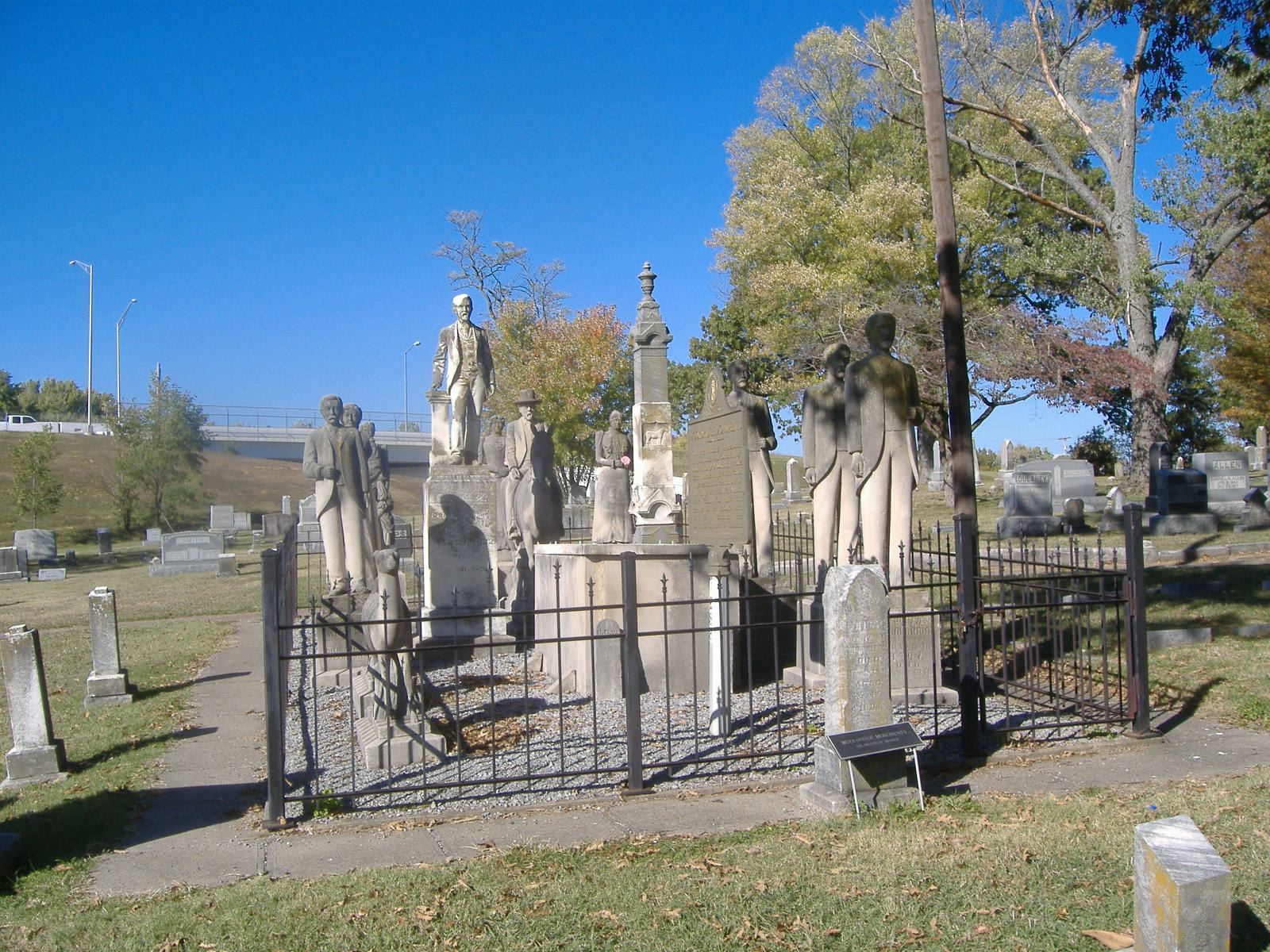
Frontalansicht